# West-Aziatisch kampioenschap voetbal 2008
De West Asian Football Federation Championship 2008 was de 5de editie van de West Asian Football Federation Championship. Het toernooi werd gehouden van 7 augustus 2008 tot en met 15 augustus 2008 in Iran. Iran won voor de vierde maal het toernooi door ditmaal Jordanië met 2-1 te verslaan.

## Officiële gastland
Libanon was officieel aangewezen als organisator van dit toernooi maar omdat ze niet deelnemen aan deze editie is de organisatie toegewezen aan Iran.

## Geplaatste teams
| WAFF-leden                                       | Uitgenodigd    |
| ------------------------------------------------ | -------------- |
| - Iran (Gastland) - Jordanië - Palestina - Syrië | - Qatar - Oman |

### Terugtrekkende landen
- Irak trok zich op 26 juni 2008 terug omdat het team werd ontbonden door het ontslag van bondscoach Adnan Hamad.[1]
- Bahrein was uitgenodigd maar trok zich terug omdat zij niet met hun olympisch team konden spelen.

## Stadions
| Teheran             | · Teheran Speellocaties | Teheran            |
| Azadistadion        | · Teheran Speellocaties | Takhtistadion      |
| Capaciteit: 100.000 | · Teheran Speellocaties | Capaciteit: 30.000 |
|                     | · Teheran Speellocaties |                    |

## Groepsfase
De loting voor het eindtoernooi vond plaats op 1 juli 2008 in Amman, Jordanië.

### Groep A
| Land      | Gsp | Win | Gel | Ver | DV | DT | +/− | Pnt |
| --------- | --- | --- | --- | --- | -- | -- | --- | --- |
| Iran      | 2   | 2   | 0   | 0   | 9  | 1  | +8  | 6   |
| Qatar     | 2   | 1   | 0   | 1   | 2  | 6  | −4  | 3   |
| Palestina | 2   | 0   | 0   | 2   | 0  | 4  | −4  | 0   |

|                                         |                                                                      |       |           |                                                              |
| 7 augustus 2008 «onderlinge duels» 9:00 | Iran                                                                 | 3 – 0 | Palestina | Takhtistadion Toeschouwers: 5.000 Scheidsrechter: Ahmad Delo |
| 7 augustus 2008 «onderlinge duels» 9:00 | Kianoush Rahmati 29' (pen.) Gholamreza Rezaei 40' Jalal Rafkhaei 86' |       |           | Takhtistadion Toeschouwers: 5.000 Scheidsrechter: Ahmad Delo |

|                                     |           |                       |       |               |
| 10 augustus 2008 «onderlinge duels» | Palestina | 0 – 1                 | Qatar | Takhtistadion |
| 10 augustus 2008 «onderlinge duels» |           | Fahad Al-Shammari 72' |       | Takhtistadion |

|                                     |                     |       | |                                                                 |
| 11 augustus 2008 «onderlinge duels» | Qatar               | 1 – 6 | Iran                                                                                                   | Takhtistadion Toeschouwers: 5.000 Scheidsrechter: Yousef Shahin |
| 11 augustus 2008 «onderlinge duels» | Meshal Abdullah 52' |       | Milad Meydavoudi 10,90' Ahmad Alenemeh 33' Hadi Aghili 49' (pen.) Ehsan Hajsafi 61' Jalal Rafkhaei 80' | Takhtistadion Toeschouwers: 5.000 Scheidsrechter: Yousef Shahin |

### Groep B
| Land     | Gsp | Win | Gel | Ver | DV | DT | +/− | Pnt |
| -------- | --- | --- | --- | --- | -- | -- | --- | --- |
| Jordanië | 2   | 1   | 1   | 0   | 3  | 1  | +2  | 4   |
| Syrië    | 2   | 1   | 1   | 0   | 1  | 0  | +1  | 4   |
| Oman     | 2   | 0   | 0   | 2   | 1  | 4  | −3  | 0   |

|                                    |       |       |          |               |
| 7 augustus 2008 «onderlinge duels» | Syrië | 0 – 0 | Jordanië | Takhtistadion |
| 7 augustus 2008 «onderlinge duels» |       |       |          | Takhtistadion |

|                                    |                  |       |                                        |               |
| 9 augustus 2008 «onderlinge duels» | Oman             | 1 – 2 | Syrië                                  | Takhtistadion |
| 9 augustus 2008 «onderlinge duels» | Hashim Saleh 47' |       | Mohnad Ibraheem 11' Mohammad Abadi 71' | Takhtistadion |

|                                     |                                                  |       |                           |               |
| 11 augustus 2008 «onderlinge duels» | Jordanië                                         | 3 – 1 | Oman                      | Takhtistadion |
| 11 augustus 2008 «onderlinge duels» | Hassan Abdel Fattah 6' Ra'ed Al Nawatear 71' 84' |       | Mohamed Katkoot 26' (pen) | Takhtistadion |

## Knock-outfase
|  | halve finale          | halve finale          |  |          | finale                | finale                |
|  |                       |                       |  |          |                       |                       |
|  | 13 augustus – Teheran |                       |  |          |                       |                       |
|  | Iran                  | 2                     |  |          |                       |                       |
|  | Syrië                 | 0                     |  |          | 15 augustus – Teheran | 15 augustus – Teheran |
|  |                       |                       |  |          | Iran                  | 2                     |
|  | 13 augustus – Teheran | 13 augustus – Teheran |  | Jordanië | 1                     |                       |
|  | Jordanië              | 3                     |  |          |                       |                       |
|  | Qatar                 | 0                     |  |          |                       |                       |

### Halve Finale
|                                     |                                                 |       |       |                                                                     |
| 13 augustus 2008 «onderlinge duels» | Iran                                            | 2 – 0 | Syrië | Takhtistadion Toeschouwers: 4.000 Scheidsrechter: Mohammad Abdollah |
| 13 augustus 2008 «onderlinge duels» | Kianoush Rahmati 6' (pen) Gholamreza Rezaei 52' |       |       | Takhtistadion Toeschouwers: 4.000 Scheidsrechter: Mohammad Abdollah |

|                                     |                                                    |       |       |               |
| 13 augustus 2008 «onderlinge duels» | Jordanië                                           | 3 – 0 | Qatar | Takhtistadion |
| 13 augustus 2008 «onderlinge duels» | Hassona Al Shaikh 45' Amer Deeb 71' Odai Saify 90' |       |       | Takhtistadion |

### Finale
|                                     |                                             |       |               |                                   |
| 15 augustus 2008 «onderlinge duels» | Iran                                        | 2 – 1 | Jordanië      | Azadistadion Toeschouwers: 80.000 |
| 15 augustus 2008 «onderlinge duels» | Hadi Aghili 21' (pen.) Kianoush Rahmati 85' |       | Amer Deeb 82' | Azadistadion Toeschouwers: 80.000 |

| Winnaar West-Aziatisch kampioenschap voetbal 2008 |
| ------------------------------------------------- |
|                                                   |
| IRAN 4de titel                                    |